# Гийом II дьо Вилардуен
Гийом II дьо Вилардуен  (на френски: Guillaume II de Villehardouin) или още и Вилхелм II дьо Вилардуен e княз на Ахея (Морея) (1246-1278), при когото княжеството изживява апогея си.

## Биография
Гийом е втори син на Жофроа I дьо Вилардуен и Елизабет дьо Шап. След смъртта на баща си е шателан на Каламата. През 1246 година той е прогласен като наследник на брат си, Жофроа II за третия владетел на Ахея от рода Вилардуен.

### Управление
По време на управлението на Гийом се смята, че в Ахея се говори толкова добър френски, колкото и в Париж. Известно е, че самият Гийом е поет, а стените на владетелския му дворец са украсени със стенописи изобразяващи рицарски подвизи, като във владетелския му двор често се провеждат рицарски турнири и ловни излети. С помощта на венецианския флот превзема Монемвасия и строи крепостта Мистра, за да защитава равнината на Древна Спарта. С превземането на Монемвасия през 1251 година е завладяна последната византийска крепост в Пелопонес.
През май 1249 година в Кипър се присъединява към Седмия кръстоносен поход на Луи IX, след който нахлува на остров Евбея през 1256 г. и присъединява Сеньория Негропонте към владението си. Гийом нахлува в Атина през 1258 г. и разбива местната коалиция на Гуидо І де ла Рош от Атинското херцогство при прохода на планината Каруди.
Гийом влиза в съюз с владетеля на Сицилианското кралство Манфред и епирския деспот Михаил II Комнин за кампания срещу Никейската империя. Обаче севастократор Йоан Палеолог разгромява съюзническите сили в долината Пелагония през есента на 1259 г. и Гийом, както и повечето морейски барони, попада в никейски плен. В 1261 година в Никли, в Морея, е свикан т.нар Парламент на дамите, който решава да приеме някои от условията на Михаил VIII за да бъде освободен плененият принц и барони и предава морейски крепости в югоизточната част на Пелопонес с принадлежащите им територии - Монемвасия, Мистра, Велика Майна и Гераки. Крепостите в Пелопонес, които Византия получава през 1262 година, се превръщат в основна база при византийското настъпление срещу латинските територии в този регион. През 1262 година Гийом е освободен, след като отдава почит на първия византийски император от новата династия на Палеолозите – Михаил VIII Палеолог.
След завръщането си в Морея обаче нарушава клетвата си вярност към Византия и в частност към Михаил и предизвиква византийците на война. Гийом успява да победи византийската армия в две локални битки при Приница (1263) и при Макри Плаги (1264). Надявайки се да получи подкрепа срещу Византия с цел оцеляването си във владение се заклева във вярност на сицилианския крал Шарл I Анжуйски във Витербо на 24 май 1267 г., сгодявайки дъщеря си Изабела за сина на сицилианския крал – Филип.
След смъртта на Гийом през 1278 г. Княжество Ахея попада под управлението на краля на Сицилия, който назначава баюли на княжеството. Това състояние продължава до 1289 г., когато дъщерята на Гийом Изабела е възстановена като наследница на Ахая във втория си брак.

## Семейство и наследници
Гийом има три брака като от първия има две дъщери, вторият е бездетен, а третият е с Ана Ангелина Комнина (дъщеря на Михаил II Комнин) от който също има две дъщери – Изабела дьо Вилардуен и Маргарита дьо Вилардуен.